# Đồ vật phép thuật trong truyện Harry Potter
Những đồ vật trong bộ truyện Harry Potter là những đồ vật hư cấu được tưởng tượng ra hoặc những đồ vật có thật nhưng có công dụng khác so với bình thường trong bộ truyện Harry Potter của J.K. Rowling. Chúng giúp phù thủy thực hiện những phép thuật.

## Bảo bối Tử thần
Bảo bối Tử thần (Deathly Hallows) là nhóm các vật dụng phép thuật hùng mạnh trong bộ truyện giả tưởng Harry Potter của nữ nhà văn Anh Quốc J. K. Rowling.

### Chuyện kể về ba anh em
Đây là câu chuyện được nhắc đến trong tập 7, với lời kể của Hermione. Cô đọc nó cho Harry, Ron nghe vào dịp gặp ông Xenophillius Lovegood tại nhà. Đây là câu chuyện mà tất cả trẻ con phù thủy hoặc sống dưới mái nhà phù thủy đều được nghe, nhưng không ai tin rằng các bảo bối đó là thật. Họ chỉ coi nó như một chuyện cổ tích bình thường dùng để răn dạy con cháu. 
"Ngày xửa ngày xưa, có ba anh em đi trên một con đường ngoằn ngoèo vắng vẻ vào lúc chiều hôm. Vừa lúc ba anh em đi tới một dòng sông, sông quá sâu nên không lội qua được và quá nguy hiểm để bơi được. Tuy nhiên, mấy anh em này đều tinh thông pháp thuật, vì vậy họ chỉ cần vẩy đũa phép và tạo ra một cây cầu bắc ngang dòng nước lũ. Họ băng qua được nửa cây cầu thì bỗng một cái bóng trùm đầu kín mít chặn đường. Và Thần Chết nói với họ. Thần rất tức giận là đã bị phỗng tay trên 3 nạn nhân mới, bởi vì khách lữ hành thường chết đuối dưới dòng sông. Nhưng Thần Chết gian xảo lắm. Thần giả bộ chúc mừng 3 anh em về pháp thuật của họ, và nói là mỗi người đáng được nhận một phần thưởng cho sự khôn khéo lách được Thần. Thế là người anh cả, một kẻ hiếu chiến hỏi xin 1 cây đũa phép nhiều quyền phép hơn mọi cây đũa phép trên đời: một cây đũa phép luôn giúp chủ nhân chiến thắng trong những trận đấu tay đôi, một cây đũa phép xứng đáng với 1 phù thủy đã từng chế ngự được thần chết! Thần chết bèn băng ngang tới 1 cây cơm nguội mọc bên bờ sông, bẻ 1 cành cây rủ xuống, làm ra 1 cây đũa phép và đưa nó cho người anh cả. Kế đến là người anh hai, 1 kể ngạo mạn, quyết định phải làm cho thần chết bẽ mặt hơn nữa, nên hỏi xin quyền lực gọi những người khác trở về từ cõi chết. Thần chết bèn lượm 1 viên đá bên bờ sông và đưa cho người anh 2, rồi nói với anh là viên đá đó có quyền năng gọi những người chết. Và rồi, Thần chết hỏi người anh 3 và cũng là người em út xem anh ta muốn gì. Người em út là kẻ khiêm tốn nhất, cũng là người khôn ngoan nhất trong 3 anh em, và anh không tin tưởng Thần Chết. Vì thế, anh hỏi xin cái gì đó có thể giúp anh từ đó đi tiếp mà không bị Thần Chết bám theo. Vô cùng bất đắc dĩ, Thần Chết bèn giao cho anh chính tấm áo khoác tàng hình của mình. Thế rồi Thần Chết đứng qua 1 bên và cho phép 3 anh em tiếp tục cuộc hành trình, và 3 anh em vừa đi tiếp vừa chuyện trò trong kinh ngạc về sự táo bạo mà họ đã trải qua, vừa cùng tán thưởng những món quà của thần chết.

Rồi cũng đến lúc mấy anh em chia tay, mỗi người 1 đích đến riêng. Người anh cả tiếp tục cuộc hành trình thêm 1 tuần lễ nữa và đến được 1 ngôi làng xa xôi, tìm ra 1 tay phù thủy và gây gổ với hắn ta 1 trận. Đương nhiên với vũ khí là cây đũa phép Cơm nguội anh cả không thể nào thua trong trận đấu tay đôi sau đó. Bỏ mặc kẻ thù của mình nằm chết trên sàn, người anh cả tiếp tục đi tới một cái quán, ở đó anh lớn tiếng khoe khoang về cây đũa phép đầy quyền lực mà anh đã chớp được của chính Thần Chết, và cây đũa phép đã khiến anh trở nên vô địch thế nào. Chính ngay trong đêm đó, một phù thủy khác bò tới chỗ người anh cả khi anh nằm say be bét trên giường. Tên trộm ăn cắp cây đũa phép và để đảm bảo an toàn, hắn cắt luôn cổ họng người anh cả. Thế là Thần Chết đã lấy xong mạng người anh cả. Trong lúc đó, người anh hai lên đường trở về nhà mình, nơi anh sống một mình. Tại đây anh lấy ra viên đá có quyền phép gọi người chết, và xoay nó 3 lần trong tay. Anh ngạc nhiên và vui sướng biết bao khi hiện ra ngay tức thì trước mắt anh hình bóng người con gái anh đã từng hi vọng kết hôn trước khi nàng chết yểu. Nhưng nàng buồn và lạnh lẽo, cách biệt anh như thể bị ngăn chia bằng 1 tấm mạng che. Mặc dù nàng trở về chốn dương gian nhưng nàng không thực sự thuộc về thế giới này và nàng buồn khổ. Cuối cùng người anh hai phát khùng về những khao khát vô vọng, đã tự giết mình để sum vầy với nàng nơi chín suối. Và thế là Thần Chết đã lấy mạng người anh hai. Nhưng dù đã tìm kiếm người em út suốt nhiều năm trời, Thần Chết không sao kiếm được anh. Cuối cùng chỉ khi đã rất thọ rồi, người em út mới cởi áo khoác tàng hình ra để trao nó cho con trai mình. Và lúc đó người em út chào đón Thần Chết như một người bạn cũ, vui vẻ cùng thần ra đi. Và 2 người rời khỏi thế gian như 2 kẻ đồng đẳng ngang tài."

Ký hiệu của Bảo bối tử thần - Nét dọc là Cây đũa Cơm Nguội, đường tròn là Viên đá Phục sinh và hình tam giác là Áo khoác tàng hình.

Theo cụ Albus Dumbledore thì thực chất ba anh em trong truyện là những phù thủy tài hoa và nguy hiểm, những người đã thành công trong việc chế tạo những món đồ đầy quyền phép. Ba anh em trong truyện chính là ba anh em nhà Peverell. Antioch Peverell chính là chủ nhân đầu tiên của Cây đũa phép Cơm nguội. Cadmus Peverell là chủ nhân đầu tiên của Viên đá Phục sinh. Hậu duệ cuối cùng của người này là Marvolo Gaunt (ông ngoại của Chúa Tể Voldemort). Nó được giấu trong chiếc nhẫn của Mavolo Gaunt rồi được Voldemort biến chiếc nhẫn thành một Trường Sinh Linh Giá. Về sau nó ở trong tay Cụ Dumbledore. Chiếc nhẫn bị ếm 1 lời nguyền hắc ám rất mạnh. Vì mong muốn được gặp người thân đã chết của mình nên Dumbledore đã đeo nó vào và trúng phải lời nguyền khiến bàn tay cụ sau khi đeo chiếc nhẫn đã bị cháy đen. Ignotus Peverell là chủ nhân đầu tiên của tấm Áo khoác Tàng hình. Hậu duệ cuối cùng của người này là Harry Potter.
Theo truyền thuyết, người tập hợp đủ cả ba bảo bối sẽ trở thành chủ nhân của Thần Chết, có khả năng đánh bại được tử vong như 3 anh em năm xưa cùng ở một chỗ. Tuy nhiên cho đến cuối truyện thì 3 bảo bối chưa bao giờ được tập hợp đầy đủ mặc dù cuối cùng chúng đều thuộc về quyền sở hữu của 1 người, Harry Potter, cả theo quyền sở hữu hay theo huyết thống. Theo lời Dumbledore nói với Harry ở cuối truyện, Harry đã trở thành chủ nhân của cái chết, nhưng không phải vì đã đánh bại hay trốn thoát nó, mà bằng cách chấp nhận cái chết và là người xứng đáng nhất để sở hữu cả ba bảo bối.
Những Bảo bối Tử thần

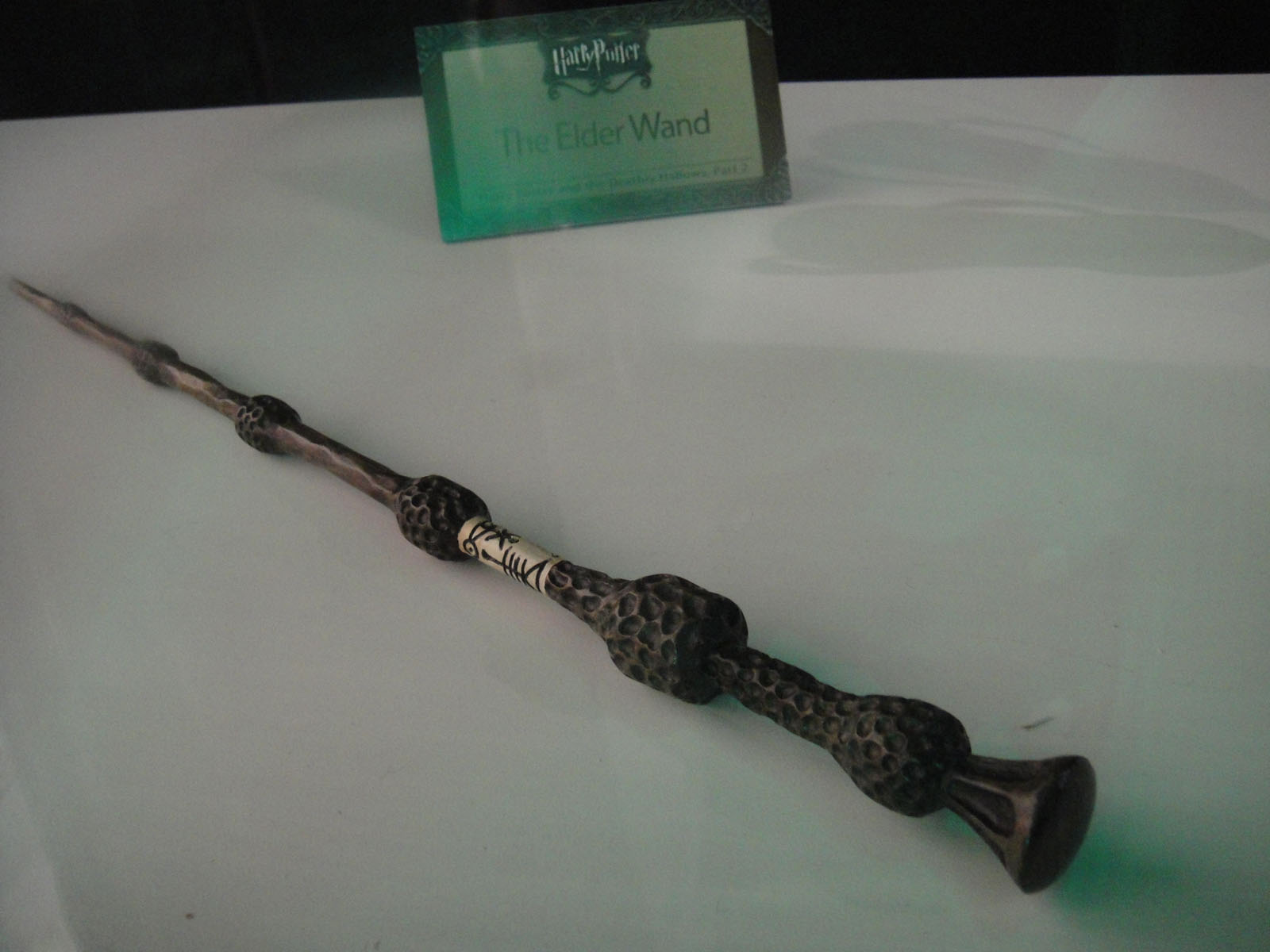
Đũa phép Cơm Nguội

- Đũa phép Cơm NguộiCây đũa Cơm nguội: Cây Đũa phép Cơm nguội là Bảo bối dễ truy nguyên nhất, do cách thức nó được chuyền từ tay người này sang tay người khác. Người muốn sở hữu cây đũa phép đó phải chiếm đoạt nó từ chủ nhân trước, để trở thành chủ nhân đích thực của nó. Trong lịch sử đẫm máu của mình thì cây đũa được chuyền tay bằng giết chóc. Nhưng thực chất người muốn sở hữu cây đũa phép chỉ cần tước khí giới của chủ nhân cây đũa phép. Chủ nhân hiện tại của cây đũa là Harry Potter nhưng cậu không sử dụng nó bởi nó quá nguy hiểm. Cây Đũa phép Cơm nguội (The Elder Wand) còn được gọi với cái tên Cây đũa Vô địch, Cây Gậy Tử thần, Cây đũa Định mệnh... là cây đũa mà Voldemort mất công tìm kiếm để trở thành vô địch. Thực chất Elder có nghĩa là Cây cơm cháy nhưng cũng có nghĩa là Tiền bối, Vô địch...Cây đũa theo lời kể trong truyện sau thời gian mấy trăm năm lưu lạc đã thuộc quyền sở hữu của Gregorovitch, một người làm đũa phép ở Châu Âu, nhưng sau đó đã bị Gellert Grindewald trộm đi lúc trẻ. Sau đó, vào năm 1945, sau một cuộc quyết đấu huyền thoại kéo dài 3 tiếng đồng hồ, Dumbledore đã đánh bại được Grindewald và giành cây đũa về mình. Điều này cho thấy không phải ai cũng bất bại khi giữ cây đũa. Sau đó trước khi chết, Dumbledore đã bị Draco Malfoy tước đũa phép làm cây đũa chuyển lòng trung thành về cho Draco mà chính cậu ta cũng không biết. Khi ở trang viên Malfoy, Harry đã tước đũa của Draco và trở thành chủ nhân tiếp theo của cây đũa. Voldermort lại cho rằng giáo sư Snape mới là chủ của cây đũa vì đã giết Dumbledore, điều này trở thành một đòn chí mạng cho Voldermort: khi định giết Harry bằng cây đũa, nó đã phản lại Voldermort và làm bật lại Lời nguyền Giết chóc lên chính Voldermort, giết chết hắn. Cuối truyện, Harry chỉ dùng Cây đũa Cơm nguội để chữa lại cây đũa đã gãy của mình và trả Cây đũa Cơm nguội về mộ Dumbledore - nơi Voldemort trộm chiếc đũa đi. Vì theo cậu làm như vậy, nếu cậu chết đi mà suốt đời không bị đánh bại, thì sẽ hủy diệt quyền năng của cây đũa.

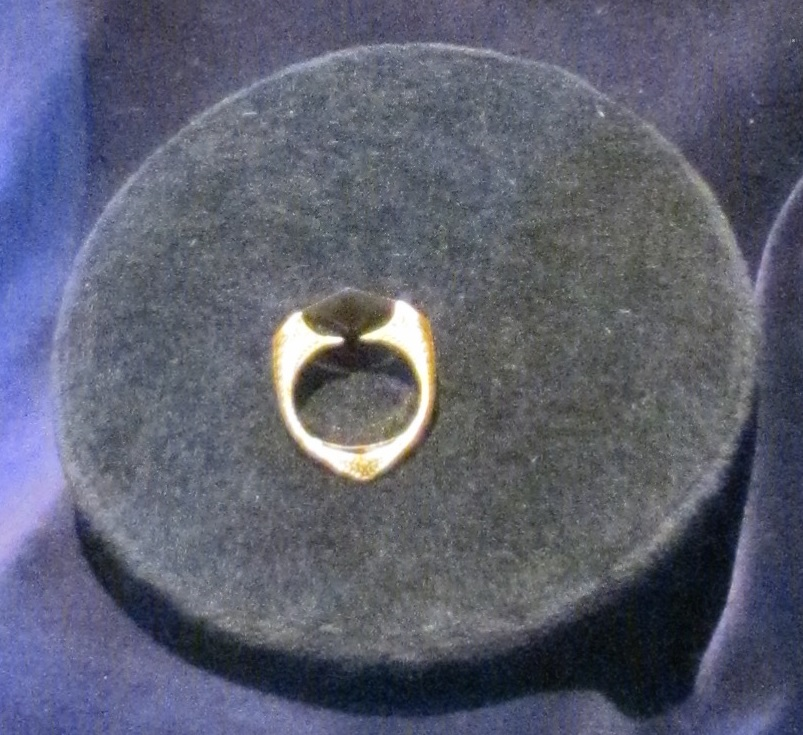
Chiếc nhẫn của Marvolo Gaunt đính viên đá phục sinh

- Chiếc nhẫn của Marvolo Gaunt đính viên đá phục sinhViên đá Phục sinh: Là Bảo bối ít được biết đến, được dòng họ Gaunt lưu truyền dưới dạng một chiếc nhẫn cẩn đá đen xấu xí được chạm khắc biểu tượng của Bảo Bối Tử thần. Đến thời của Morfin Gaunt, thì bị chính người cháu của ông - Tom Riddle - đánh cắp trong lần ám sát cả nhà bố mình và dùng cái chết đó để biến chiếc nhẫn thành một Trường sinh linh giá. Cụ Dumbledore đã tìm thấy nó trong căn nhà đổ nát của dòng họ Gaunt, tuy đã biết rằng chiếc nhẫn là một Trường sinh linh giá nhưng vì sự cám dỗ của viên đá phục sinh, cụ đã đeo chiếc nhẫn và bị trúng lời nguyền. Cụ về Hogwarts và dùng Thanh gươm Gryffindor chặt vỡ. Thầy Severus Snape khóa chặt lời nguyền trong một bàn tay và nói cụ sẽ chết trong một năm nữa. Viên đá được cụ giấu trong trái Snitch mà Harry nuốt phải trong trận đấu Quidditch đầu tiên và trao cho cậu trong di chúc của mình. Sau đó thì bị Harry đánh rơi trong Khu Rừng Cấm và cậu nói sẽ không tìm lại nữa.
- Áo khoác Tàng hình: (Invisibility Cloak) là chiếc áo có khả năng biến người mặc nó trở nên vô hình, tuy nhiên người ta vẫn có thể cảm nhận người mặc nó qua các giác quan khác. Harry Potter nhận được một chiếc áo từ năm học thứ nhất tại Hogwarts, do một người giấu mặt (sau này mới biết là cụ Albus Dumbledore gửi cho) vào dịp Giáng sinh. Chiếc áo tàng hình của Harry Potter là một chiếc áo đặc biệt, nó là một trong ba bảo bối Tử thần và thuộc sở hữu của cha Harry là James Potter - hậu duệ cuối cùng của Ignotus Peverell. Chiếc áo này thường được James sử dụng để vi phạm nội quy trong trường, đồng thời cũng giúp Harry cùng bộ 3 trốn ra ngoài ban đêm. Kích thước áo khá lớn, đủ để cho 3 người cùng vào trong, tuy nhiên lúc họ cao lên thì còn hở chút ở chân. Chiếc áo luôn có ích cho Harry, trừ một trường hợp tại năm thứ 6, cậu bị Draco Malfoy đánh trên tàu đến trường, rồi trùm áo khoác Tàng hình lên để không cho ai cứu rồi bỏ lại một mình cậu ở đó. Ngoài chiếc áo của James ra, trong truyện còn có đề cập một chiếc áo khác của Crouch Con (Barty Crouch Senior). Hắn được sử dụng trong cuộc Quidditch Thế giới để có thể xem trực tiếp trận đấu, Crouch rất thích trò Quidditch này. Tuy nhiên chỉ có tấm áo của Harry mới là tấm áo khoác tàng hình thực sự, một tấm áo khoác thực ra và thực sự khiến cho người mặc hoàn toàn vô hình, bền chắc vĩnh viễn, tạo được sự che giấu không bao giờ đổi và không xuyên thấu nổi, bất chấp có ếm bùa gì lên nó. Chính vì thế mà đây là một trong những Bảo bối Tử thần. Tấm áo là bảo bối duy nhất mà Harry dùng để truyền lại cho con cháu mình như tổ tiên khi xưa đã làm mà không phải giấu đi để người đời không biết đến như hai bảo bối kia.

## Bàn cờ Phù thủy

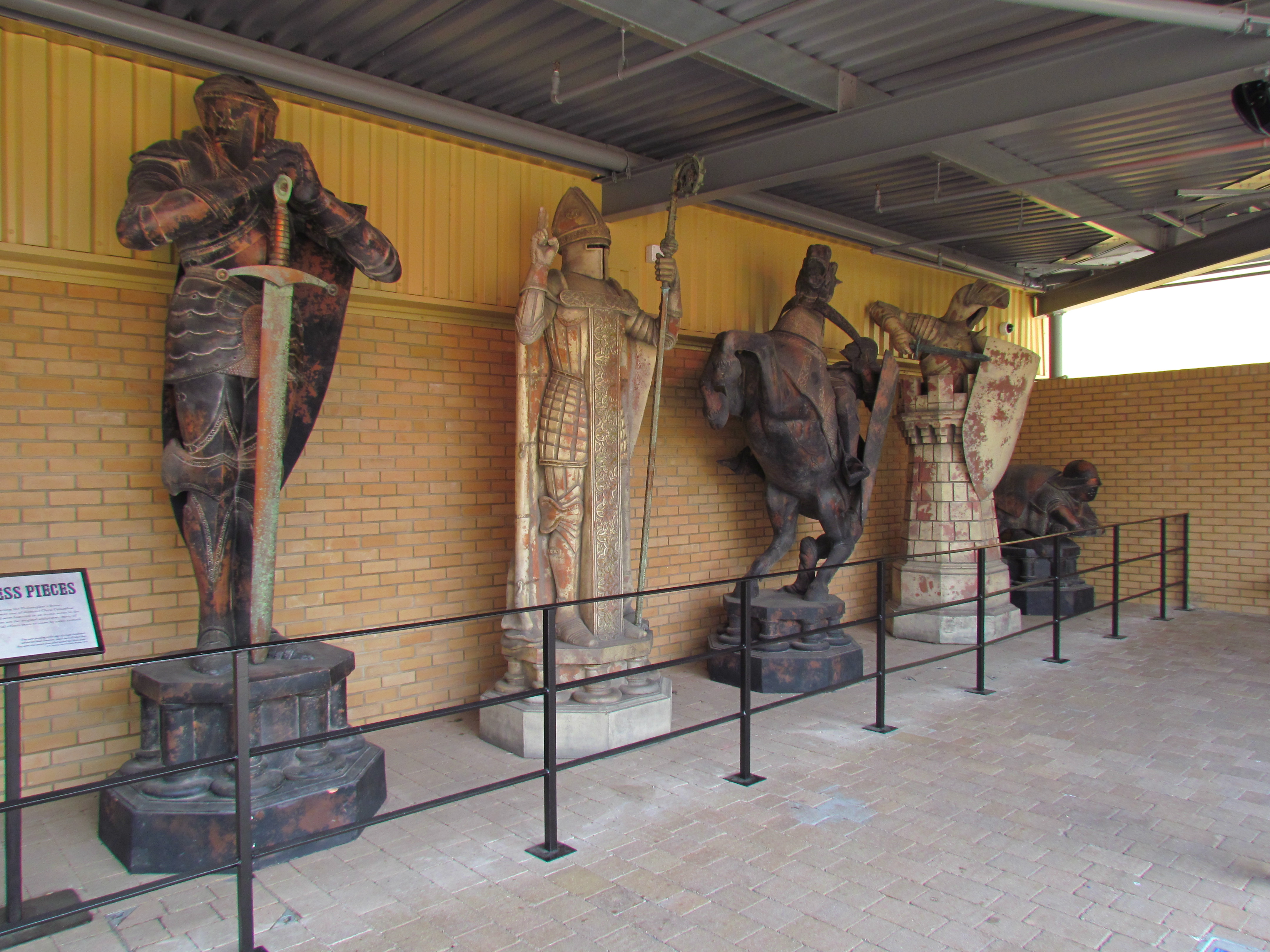
Một số quân cờ khổng lồ của giáo sư McGonagall

Bàn cờ Phù thủy (Wizard's Chess) là bàn cờ vua. Các nước đi và luật chơi của nó hoàn toàn như bàn cờ vua bình thường, tuy nhiên các quân cờ đi trong đó khi ăn nhau là có thật. Chúng dùng vũ khí đập quân mình ăn ngay trên bàn cờ. Hermione rất không bằng lòng khi Ron và Harry chơi trò này vào năm thứ nhất.
Tuy nhiên, khi đối mặt với bàn cờ khổng lồ của cô Minerva McGonagall, cả ba đều phải trở thành một quân cờ. Đây là bàn cờ tự động thiếu hụt một số quân bất kì tương đương với số người định đi qua nó. Ron tình nguyện hi sinh để hai bạn vào vòng tiếp theo. Cậu cũng là một người chơi cờ giỏi. Bằng chiến thắng này cậu được 50 điểm cho nhà Gryffindor vào năm thứ nhất của cậu.

## Bản đồ Đạo tặc
Bản đồ Đạo tặc (Marauder's Map), xuất hiện lần đầu tiên ở tập ba Harry Potter và tên tù nhân ngục Azkaban, là một bản đồ làm ra cho những kẻ phá phách pháp luật. Bản đồ Marauder được làm ra bởi: Quý ông Ngóng Trăng(Mr. Moony), Đuôi Trùn (Wormtail), Chân Nhồi Bông (Padfoot) và Gạc Nai (Prongs). Bốn người này thực chất là Remus Lupin, Peter Pettigrew, Sirius Black và James Potter, là bốn học sinh của trường Hogwarts trước đây, trong đó James Potter là cha của Harry Potter, nhân vật chính của bộ truyện Harry Potter.

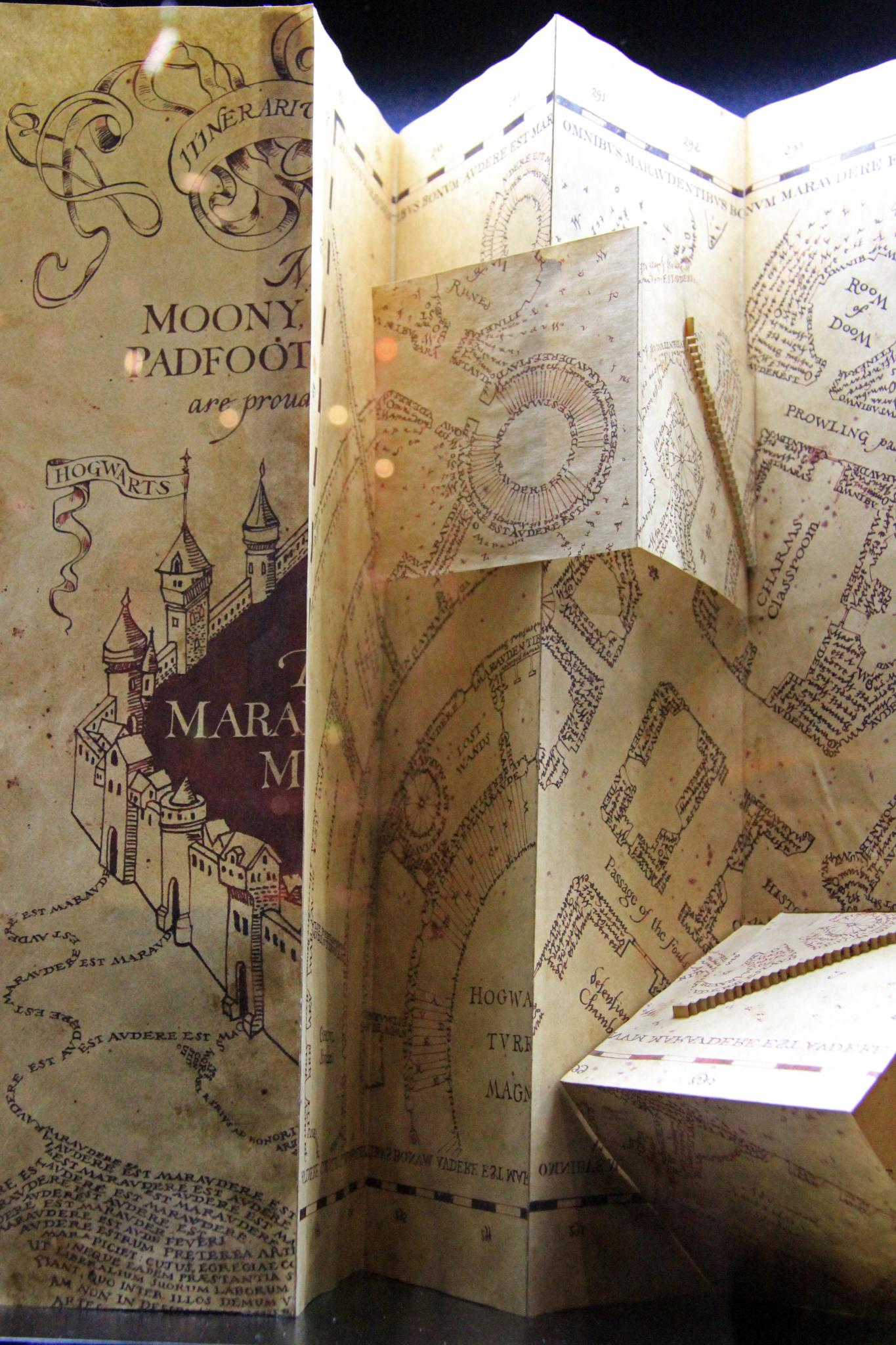
Bản đồ đạo tặc

Khác với các bản đồ bình thường, đây là bản đồ mà ở đó toàn bộ ngóc ngách trong trường Hogwarts hiện ra (trừ phòng Cần Thiết), cùng với đó là tên tất cả mọi người đi lại. Đây là đồ vật mà cả bốn người sáng tạo ra sử dụng để trốn ra ngoài. Đặc biệt nó còn có chức năng từ chối sự sử dụng của Severus Snape. Bản đồ này vẽ chi tiết sơ đồ trường và thể hiện chính xác vị trí của từng người, sinh vật trong trường, bằng các chấm đen di chuyển và có nhãn tên ghi chú. Bản đồ này được mở ra bằng cách gõ đũa phép vào và đọc câu thần chú: Tôi xin trang trọng thề tôi sắp quậy phá(I solemnly swear that I am up to no good). Và đóng lại bằng câu thần chú: Phá luật thành công hoặc Việc đã xong(Mischief managed).
Bản đồ được bốn học sinh trên sử dụng khi học ở trường Hogwarts. Sau đó được lưu giữ trong phòng của thầy giám thị Filch (mặc dù thầy không biết tí gì về tác dụng của nó), tình cờ lọt vào tay của hai anh em Fred và George Weasley (một trong những người anh của Ron Weasley, bạn thân của Harry ở trường Hogwarts)trong một lần hai anh em họ bị phạt cấm túc vì quậy phá, vào năm học thứ nhất của họ tại trường. Sau đó, họ trao tấm bản đồ cho Harry Potter vào năm học thứ 3, để Harry có thể sử dụng các lối đi bí mật để đi thăm làng Hogsmeade - ngôi làng gần trường Hogwarts, là nơi duy nhất chỉ toàn phù thủy sinh sống trên toàn nước Anh. Tấm bản đồ này sau khi bị giáo sư Remus Lupin tịch thu vào năm học thứ ba, khi thầy là giáo viên môn Phòng chống Nghệ thuật hắc ám tại trường, thì sau khi trở về tay Harry, nó được cậu tiếp tục sử dụng một cách hữu ích trong các năm học tiếp theo.
Cho đến nay, Bản đồ Đạo tặc là tấm bản đồ chi tiết nhất về Hogwarts được biết đến. Tuy nhiên nó vẫn chưa ghi lại hết được mọi điều về Hogwarts.

## Bột Floo

Bột Floo

Bột Floo (Floo Powder) là một loại bột đặc biệt được các phù thủy dùng khi di chuyển hoặc liên lạc bằng lò sưởi (tức là từ lò sưởi đến lò sưởi). Nó được phù thủy Ignatia Wildsmith (1227-1320) phát minh và được đặt tên theo flue.
Bột Floo có thể được sử dụng ở bất kỳ lò sưởi nào kết nối với mạng Floo. Mạng Floo luôn được thông suốt, tuy nhiên đến tập 7, nó đã bị chặn bởi phe Hắc Ám nhằm cắt mọi đường di chuyển của phe kia.
Harry Potter sử dụng loại bột này khi vào năm học thứ hai. Cách sử dụng là nắm một ít bột, nhảy vào lò sưởi, thả vào người mình rồi đọc thật to nơi mình muốn đến. Tuy nhiên Harry đã đọc nhầm nơi muốn đến Hẻm Xéo (Diagon Alley) sang Diagonally (được dịch là Hẻm Xéo; và sau đó Harry đi nhầm sang Hẻm Quéo).
Ngoài di chuyển người ta còn có thể liên lạc với nhau bằng cách này. Sirius Black đã liên lạc với Harry bằng cách trên, khi đó Harry thấy mặt của Sirius hiện lên trên đống lửa.

## Cầu Gợi nhớ
Cầu Gợi nhớ (Remembrall) là quả cầu có khả năng nhắc nhở chủ nhân (nắm chặt cầu) nhớ lại một điều gì đó mà mình đã quên bằng cách chuyển sang màu đỏ. Quả cầu này của Neville Longbottom - một cậu bé có tính rất đãng trí. Neville được bà gửi cho quả cầu này vào năm học đầu tiên, nhưng lại bị mất vào năm thứ 6.
Trong năm học đầu, giờ Học bay. Neville đã đánh rơi quả cầu xuống đất, Draco Malfoy bắt được, Harry Potter đòi lại quả cầu khi đang bay đúng trên cửa sổ của cô Minerva McGonagall, từ đó Harry được vào đội tuyển Quidditch.
Mặc dù để gợi nhớ, nhưng chính Neville khi thấy quả cầu chuyển màu đỏ cũng không nhớ nổi mình đã quên những gì.

## Chiếc Cốc lửa
Chiếc Cốc lửa (Goblet of Fire) xuất hiện ở tập 4, là một chiếc cốc lớn bằng gỗ được sử dụng trong kì thi Tam Pháp Thuật, với vai trò là "vị giám khảo công minh" duy nhất chọn ra ba quán quân của ba trường để tham gia cuộc thi. Những học sinh muốn tham gia ghi tên mình vào mẩu giấy rồi bỏ vào cốc, và đến lúc quyết định người đại diện cho mỗi trường, mẩu giấy ghi tên họ sẽ bắn lên khỏi cốc trong ngọn lửa phép. Moody Mắt Điên giả mạo đã nói rằng Chiếc Cốc lửa là "một đồ vật ma thuật rất mạnh" và phải có Bùa Lú cực mạnh mới lừa được chiếc cốc.
Trong suốt kì thi diễn ra ở tập 4, chiếc cốc được đặt tại Tiền sảnh. Cụ Dumbledore vẽ một Lằn Tuổi quanh chiếc cốc để đảm bảo không ai dưới tuổi quy định (17 tuổi) được ghi tên tham gia cuộc thi. Khi không dùng đến thì chiếc cốc được đặt trong chiếc rương nữ trang.

## Chiếc gương Ảo ảnh
Chiếc gương Ảo ảnh (Mirror of Erised) là một chiếc gương huyền bí mà Harry Potter tìm ra trong một hành lang của Hogwarts trong phần một Harry Potter và hòn đá phù thủy. Trên gương có ghi hàng chữ "erised s'traeh ruoy tub ecaf ruoy ton wohs i" - đọc ngược lại cho đúng là "I show not your face 
but your heart's desire" ("Tôi không soi gương mặt mà soi điều ước muốn trong tim"). Bản thân từ Erised trong nguyên tác cũng là viết ngược lại của từ desire (ước muốn). Harry khi nhìn vào gương có thể nhìn thấy cha mẹ cậu, và sau đó là họ hàng gia đình cậu. Còn Ron Weasley thì nhìn thấy mình đang là Thủ lĩnh Nam Sinh và là đội trưởng Quidditch đang nhận cúp Quidditch (cho thấy cậu bé luôn mong muốn thoát khỏi cái bóng của những ông anh trai giỏi giang cũng như cậu bạn thân nổi tiếng Harry). Theo lời giải thích của thầy hiệu trưởng Albus Dumbledore, thì chiếc gương cho ta nhìn thấy chính xác cái điều ước ao tha thiết nhất trong tim, không hơn không kém. Thầy Dumbledore cảnh báo Harry rằng chiếc gương không hề đem lại tri thức hay sự thật, và nhiều người đã phí nửa cuộc đời ngồi trước gương, chìm đắm trong những gì họ nhìn thấy.
Thầy Dumbledore, một trong số ít người được thấy chiếc gương trong cả bộ truyện, tự nhận nhìn thấy mình trong gương đang cầm một đôi tất (vớ), nói với Harry rằng cụ không bao giờ có đủ vớ vì vào dịp Giáng sinh người ta chỉ tặng cụ toàn sách. Tuy nhiên, trong phần bảy Harry Potter và Bảo bối Tử thần có nói rằng có thể thật sự cụ nhìn thấy gia đình mình vẫn còn sống khỏe mạnh và hạnh phúc bên nhau.
Chiếc gương Ảo ảnh được đặt làm chốt bảo vệ cuối cùng cho Hòn đá Phù thủy ở tập một. Cụ Dumbledore đã giấu Hòn đá trong tấm gương, khiến cho chỉ có người nào muốn tìm ra Hòn đá, chứ không muốn sử dụng nó, mới có thể lấy được. Những kẻ khác sẽ chỉ nhìn thấy mình đang chế ra thuốc trường sinh hoặc biến mọi thứ thành vàng, chứ không thể thực sự tìm được Hòn đá.

## Chiếc gương hai chiều
Chiếc gương của Sirius Black (Two-way Mirror) là chiếc gương dùng đôi. Mỗi người cần liên lạc sẽ cầm một chiếc, nếu muốn gặp người này thì phải gọi tên người đó ra. Chiếc gương là vật cũ mà James Potter và Sirius Black từng sử dụng để liên lạc trong khi bị cấm túc xa nhau.
Harry Potter nhận lại được 1 chiếc gương trong tập 5. Chiếc còn lại do Sirius Black cầm. Chiếc gương đã khiến Harry hiểu lầm rằng Sirius Black vẫn còn sống.

## Chiếc Nón Phân loại
Nón phân loại là một chiếc nón xấu xí, cũ kỹ vốn của Godric Gryffindor, chứa một phần tri thức của các nhà sáng lập trường. Trước mỗi năm học, Chiếc nón phân loại hát một bài ca dài dòng về lịch sử trường, tái hiện lại năm học cũ và điều quan trọng cần làm trong năm học mới. Sau đó, Chiếc nón Phân loại được đội vào đầu các học sinh năm thứ nhất mới nhập học để phân loại học sinh vào từng nhà. Chiếc nón có thể nói, có mặt biểu lộ cảm xúc. Từ chiếc nón, một thành viên chân chính của nhà Gryffindor có thể rút ra thanh kiếm Gryffindor, cụ thể trong phần hai, Harry Potter đã dùng thanh kiếm Gryffindor để giết con Tử xà Basilisk trong căn hầm bí mật, và trong phần 7, Neville Longbottom đã rút được thanh kiếm đó từ chiếc mũ để chém Nargini.. Chiếc nón được bảo quản tại văn phòng hiệu trưởng Hogwarts.

## Chổi bay
Chổi bay (Magical flying broomsticks) là một dụng cụ thiết yếu trong trò Quidditch. Ngoài công dụng đó ra, nó còn là một phương tiện di chuyển của giới phù thủy. Trong các dòng chổi được sản xuất, dòng Nimbus được biết đến như một trong những dòng chổi tốt nhất. Trong khi những cây Tia chớp được tả như dụng cụ thi đấu của các tuyển thủ Quidditch chuyên nghiệp và là loại chổi đua đắt nhất đã từng được sản xuất. Được xếp dưới Nimbus là những cây Sao chổi (Comets) và Cleansweeps (Quét sạch - chiếc chổi bà Weasley tặng cho Ron khi được làm Huynh trưởng). Loại chổi chậm hơn và đã tương đối lỗi mốt, dùng để học bay ở trường Hogwarts, là những cây Sao Xẹt (Shooting Star). Bà Hooch, giáo viên dạy bay tại Hogwarts, trong phần ba của bộ truyện cũng nhắc đến những cây chổi Mũi tên bạc (Silver Arrows), một loại chổi bà đánh giá rất cao nhưng đã bị ngừng sản xuất.

## Chiếc Tắt-sáng
Chiếc Tắt-sáng (Deluminator) là đồ vật giúp lấy lại ánh sáng từ nguồn sáng nào đó rồi đem ánh sáng lấy lại này sang một nơi khác. Tắt-sáng là đồ vật của cụ Dumbledore, trong tập 7, cụ đã trao tặng cho Ronald Weasley với vai trò như một vật dùng để trao di chúc. Trong phim, tập đầu tiên, cụ đến nhà số 4, đường Privet Drive và sử dụng nó để tắt các cột đèn trước khi giao Harry Potter cho gia đình Gia đình Dursley.

## Đồng hồ nhà Weasley
Đồng hồ nhà Weasley (Weasley's Clock) là thứ không dùng để xem giờ, mà để xem tình trạng các thành viên trong gia đình đang ở đâu, làm gì. Mỗi phần trên đồng hồ là một người trong gia đình. Các chế độ của đồng hồ: Nhà, Trường học, Đi làm, Du lịch, Bệnh viện, Mất tích,Nguy hiểm tính mạng, Đang di chuyển.

## Xoay thời gian
Xoay thời gian (Time-Turner) của Hermione là chiếc đồng hồ cô được giáo sư Minerva McGonagall dành cho vào năm học thứ 3. Để sở hữu nó, giáo sư đã phải viết thư đến tận Bộ Pháp thuật và cần giữ bí mật đến phút chót. Hermione dùng nó để có thể học được tất cả các môn học trong trường.
Chiếc đồng hồ được miêu tả là chiếc đồng hồ cát, có dây xích khá dài và có núm vặn để quay thời gian như ý muốn.
Trong phần 3 này, chiếc đồng hồ đã được sử dụng để cứu Sirius Black và con Bằng Mã Buckbeak của bác Hagrid

## Con mắt trái của Moody Mắt-điên
Con mắt giả của Moody Mắt-điên, xuất hiện lần đầu tiên trong tập 4 Harry Potter và chiếc cốc lửa, khi ấy nó được Moody Mắt-điên giả (Barty Crouch Junior) sử dụng.
Được lấy ý tưởng từ chiếc che mắt của Hải tặc, con mắt có 1 dây đeo bằng cao su, nối với 1 chiếc vòng kim loại có gắn 1 tròng mắt được phù phép. Con mắt có khả năng nhìn xuyên thấu qua một số chướng ngại (trong tập 4 Moody Mắt-điên giả đã nhìn thấy Seamus nhà Gryffindor nhai kẹo cao su trong giờ như thể có mắt sau gáy) và khả năng tập trung khi nhìn đối tượng muốn thấy (tương tự như ống nhòm).
Con mắt này được xem như đồ vật duy nhất và là đặc điểm nhận dạng dễ nhất của Moody Mắt-điên.

## Đũa phép
Đũa phép (Wand) là dụng cụ quen thuộc, có vai trò quan trọng trong bộ truyện. Đây là vật dụng dùng để kết hợp với bùa chú được nói ra để có thể thực hiện một phép thuật. Những học sinh nhập trường ngay từ năm học đầu tiên phải có ngay một chiếc đũa phép cùng với các vật dụng khác theo yêu cầu. Đa số phép thuật đều cần dùng đến đũa phép.
Mỗi đũa phép đều được làm từ gỗ của những loại cây có đặc tính phép thuật và bên trong là lõi được lấy từ các sinh vật huyền bí khác nhau. Hiện tại, tiệm đũa phép của ông Ollivander tại Hẻm Xéo chỉ bày bán đũa có lõi làm từ lông bờm bạch kỳ mã, lông đuôi phượng hoàng, sợi tim rồng nhưng còn có rất nhiều loại lõi khác: Lông vong mã (đũa Cơm nguội), tóc tiên nữ Veela (đũa phép của Fleur Delacour) hay nanh tử xà (đũa phép của Salazar Slytherin)...
Không cây đũa nào giống cây đũa nào, theo lời ông Ollivander giải thích, bởi không có hai con bạch kỳ mã hay hai con phượng hoàng hay hai con rồng giống nhau để cùng cho nguyên liệu làm lõi đũa. Tuy nhiên thực tế thì có thể có hai cây đũa có lõi đến từ cùng một sinh vật pháp thuật hoặc làm từ gỗ của cùng một cái cây chứ không có yêu cầu nhất định mỗi con phượng hoàng hay bạch kỳ mã chỉ cho một sợi lông để làm ra một cây đũa phép duy nhất. Trong trường hợp này, hai cây đũa phép sẽ có đặc tính tương tự nhau (hai cây đũa có lõi từ cùng một sinh vật huyền bí sẽ giống nhau hơn hai cây đũa làm từ gỗ của cùng một cái cây, bởi lõi đũa quyết định đến phẩm chất của đũa nhiều hơn) và được gọi là đũa phép "song sinh". Đũa của Harry Potter và Chúa tể Voldermort là minh chứng rõ ràng nhất cho điều này.
Mỗi phù thủy không thể nào tạo được quyền phép tương tự khi sử dụng cây đũa của phù thủy khác. Bên ngoài thường được sử dụng gỗ cây làm vỏ, có tay cầm bên dưới. Có cả những chiếc đũa phép làm bằng chất liệu dễ uốn nắn. Mặc dù có thể thay đũa phép nếu bị gãy, hỏng nhưng phần lớn các phù thủy đều chỉ có một cây đũa phép để sử dụng trong cả cuộc đời. Khi chọn đũa phép, người bán hàng cần đo đạc kĩ lưỡng trước khi bán, rồi cho người mua đũa thử cầm, bởi "đũa phép chọn phù thủy, chứ không phải phù thủy chọn đũa phép". Mỗi cây đũa là một sự phối hợp riêng biệt mà mỗi cách phối hợp ấy chỉ đúng với được 1 phù thủy. Sau đây là các bước đo để chọn đũa:
- Tìm tay thuận có thể cầm đũa (thường thì các bước này đều bị bỏ qua, vì các phù thủy phần lớn thuận tay phải)
- Đo khoảng cách từ vai đến ngón tay, rồi đo từ cổ tay đến cùi chỏ, từ vai đến sàn, từ tay đến đầu gối...
- Đo vòng quanh đầu,...

Có những cửa hàng dành riêng cho đũa phép. Ở đó, người mua (thường vào năm 11 tuổi) sẽ đến để trực tiếp chọn đũa. Đũa phép được bảo quản trong chiếc hộp dài, hình chữ nhật và chất đống lên bên trong nhà chủ. Một số người làm đũa phép như ông Ollivander và Gregorovitch - nhân vật xuất hiện vào Harry Potter và Chiếc cốc lửa và Harry Potter và Bảo bối Tử thần, bởi có liên quan đến lai lịch của Cây Đũa phép Cơm nguội - Một trong ba Bảo bối tử thần. Thời trước, ông đã từng có nó, song đã bị Gellert Grindelwald đánh cắp. Nhưng khi Voldemort tìm đến để lấy cây đũa này thì nó đã mất nên hắn đã giết ông. Cây đũa ấy của Giáo sư Albus Dumbledore.
Gỗ
Khi sinh ra dưới cung hoàng đạo nào thì đũa phép sẽ được làm từ loại gỗ tương ứng với cung hoàng đạo đó. Tuy nhiên thì cũng có trường hợp cá biệt, như đũa của Harry Potter được làm từ cây nhựa ruồi, hay đũa của James Potter làm từ cây dái ngựa.
24/12 – 20/1 => Cây bulô (Ma Kết): Gỗ cây bulô đầu tiên được sử dụng lần đầu tiên trong Thế giới phù thủy là để làm gỗ cho cây chổi. Những nhánh cây của cây bulô rất mềm và êm nhẹ, nhưng khá chắc chắn. Nếu như bạn là Ma Kết, tiềm ẩn trong bạn là một tinh thần vững chắc rất khó để lay chuyển. Những việc mà bạn làm luôn được gia đình và bạn bè ủng hộ. Bạn còn là con người có quyết tâm cao và là người rất thực tế.
21/1 – 17/2 => Cây trần bì (Bảo Bình): Cây trần bì có sức mạnh bảo vệ đặc biệt chống lại những ai cố ý làm hại bạn. Đó là một loại gỗ làm đũa đầy sức mạnh trong việc luyện tập môn Tiên Tri. Nước chắt từ gỗ cây trần bì cũng được sử dụng trong môn Tiên Tri rất phổ biến. Và vì vậy thật dễ hiểu khi các Bảo Bình có khả năng trực giác rất cao. Tuy nhiên người này hơi trầm tính và vì vậy đôi khi người này có vẻ không bình thường dưới mắt người khác vì khả năng tiên đoán tương lai.
18/2 – 17/3 => Cây tần bì (Song Ngư): Cây tần bì là một trong những loại cây được sử dụng phổ biến nhất trong Thế giới phù thủy. Gỗ của cây này khá bền, mềm và có chất lượng cao. Nó như là dây đai vững chắc cho cả vũ trụ và chính điều này cũng phản ánh tính cách người sinh dưới cung này. Các Song Ngư có thể cảm nhận hết được cái đẹp và cái xấu, niềm vui và nỗi đau của vạn vật.
18/3 – 14/4 => Cây tống quán sủi (Bạch Dương): Những người sinh ra dưới cung này có cái đầu của 1 người lãnh đạo, nhưng đôi khi họ tốn nhiều thời gian cho những suy nghĩ cạnh tranh và đánh nhau thay là những suy nghĩ để hoàn thiện những ký năng của mình. Các Bạch Dương rất thiếu tính kiên nhẫn và thường hành động nóng vội. Đôi khi những người này dường như luôn tìm kiếm những thứ mới mà quên đi những giá trị cũ. Những người này cần sự kiên nhẫn. Họ là người khá hòa đồng.
15/4 – 12/5 => Cây liễu (Kim Ngưu): Cây liễu được biết đến như là cái cây mơ mộng, say mê và đầy cảm hứng. nó có sự liên hệ với huyền thoại Celtic với những cố ngữ và bùa chú. Và đây thường là có liên hệ với cảm xúc bên trong và liên hệ đối với giấc mơ của chúng ta. Vì vậy nếu bạn muốn tìm kiếm về bản thân mình, hãy để một nhánh liễu dưới gối ngủ của mình khi đi ngủ. Bạn sẽ thấy giấc mơ của mình thật sự sâu sắc và đầy ý nghĩa. Tuy nhiên những cây liễu thường luôn ẩn chứa những nỗi buồn. Vì vậy đôi khi có thể thấy Kim Ngưu khá trầm tính và trông có vẻ buồn.
Đũa phép của Lily Potter và Ron Weasley được làm từ loại gỗ của cây này. Gỗ liễu được cho là phù hợp để làm đũa của những phù thủy hay chôn giấu sự bất an trong lòng.
13/5 – 9/6 => Cây táo gai (Song Tử): Cây táo gai thường đi với mùa xuân và những vị tiên. Truyền thuyết kể lại có vẻ đây là loại cây mà mọi người sợ hãi vì sự xui xẻo sẽ tìm đến với những người đi tìm và chặt loại cây này. Những người sinh ra dưới cung này bướng bỉnh nhưng rất yêu quý mọi người, đặc biệt là những người luôn ủng hộ và bảo vệ họ,coi họ như gia đình của mình. Đôi khi họ còn là người khá bị phụ thuộc.
10/6 – 7/7 => Cây phỉ (Cự Giải): Những phù thủy sinh dưới cung này rất quen đối với phượng hoàng và có thể đứng lên và đối mặt với những khó khăn. Họ là những người rất tốt bụng. Tuy nhiên, các Cự Giải thường không được chín chắn và rất khó quyết định nếu phải quyết định một điều gì đó.
8/7 – 4/8 => Cây sồi (Sư Tử): Cây sồi là một trong những loại cây mà những phù thủy thời cổ đại dự tính là loại cây đáng sợ. Cây sồi là biểu tượng của vị thần Thor ở bắc âu và Jupiter. Nó được biết đến như loại cây mạnh mẽ và đầy sức mạnh. Vì vậy những Sư Tử là những người dũng cảm,mạnh mẽ, độc lập, khôn ngoan. Họ không thích sự thay đổi và có lập trường vững vàng. Họ cũng thường là những người gây ấn tượng đối với mọi người.
5/8 – 1/9 => Cây ô rô (Xử Nữ): Cây ô rô có sự liên hệ với sự tái sinh và cuộc sống. Đây là loại cây đối lập với cây thủy tùng,loại cây đại diện cho sự chết chóc và kết thúc. Những người sinh dưới cung Xử Nữ thích mùa đông và sự lạnh lẽo mà mọi người không thích. Người này là người tôn trọng sư công bằng, ghét sự giả dối. vì vậy có thể thấy những Xử Nữ rất chăm chỉ, trung thực, khoan dung.
2/9 – 27/10 => Cây nho (Thiên Bình): Những người sinh ra dưới Thiên Bình hay sử dụng một cây đũa làm từ gỗ nho thường là người vui tính, dễ và thích hòa mình với thiên nhiên. Họ thích sự yên tĩnh và rất gắn bó với thiên nhiên.
30/9 – 27/10 => Cây trường xuân (Thiên Yết): Những phù thủy sinh ra dưới Thiên Hạt là người kiên định, kiên trì và có vẻ nóng tính. Họ thường có vẻ ngoài lạnh lùng và khó gần. Tính cách họ đôi khi bất thường. Họ là người chung thủy trong tình yêu. Đã không yêu tức là không yêu. Nếu họ đã yêu thì rất trân trọng tình yêu.
28/10 – 24/11 => Cây thủy tùng (Xà Phu): Cây thủy tùng được biết đến như là cây của sự chết chóc. Và trước kia đã có người nói rằng không phải ý tưởng tốt khi sử dụng nó cho pháp thuật. Cây thủy tùng cũng là cây của cái chết ngay cả khi cây thủ tùng là loại cây sống lâu năm nhất trong số những loại cây ở đây. Nó thường gắn liền với nghệ thuật Hắc Ám mặc dù nó cũng có một số công dụng cho môn Tiên tri. Những người sinh dưới cung này thì thông minh và nhanh trí, đôi khi khá ích kỷ, tuy nhiên những người này rất nóng tính.
Voldemort và Ginny Weasley là những người có đũa làm từ gỗ thủy tùng. Cây thủy tùng được cho là không bao giờ chọn những phù thủy tầm thường và yếu đuối, vì vậy nó thường được làm đũa cho những phù thủy Hắc ám hoặc những người bảo vệ kiên cường.
25/11 – 23/12 => Cây lau (Nhân Mã): Những Nhân Mã là những người thực tế, họ muốn mình là người hữu dụng cho mọi người và xã hội. Họ là người có óc tổ chức tốt. Họ rất thích sử dụng bàn tay của mình và không sợ nó bị bẩn và là người thích làm từ thiện. Họ là người rất năng động và sáng tạo.
Chiều dài
Chiều dài của cây đũa cũng là yếu tố được quyết định bởi đặc điểm của người chủ sở hữu nó, tỉ lệ thuận với vóc dáng hoặc địa vị hoặc sức mạnh của phù thủy.
Cây đũa phép dài nhất trong truyện là cây ba toong của Lucius Malfoy, dài 45 cm, tiếp đến là cái ô màu hồng của Rubeus Hagrid, dài 40 cm. Một vài cây đũa nhỏ hơn thuộc sở hữu của giáo sư Flitwick và Dolores Umbridge.
Lõi bên trong cây đũa
Ông Olivander đã đề cập rằng ông chỉ sử dụng ba loại lõi đũa khác nhau: lông đuôi của phượng hoàng, lông bờm của một con bạch kỳ mã và cả xơ thịt trái tim rồng. Mỗi thứ có nguồn gốc từ một loại sinh vật huyền bí vì vậy mà không cây đũa nào giống nhau y xì đúc. Lõi cây đũa của bật mí nhiều đặc điểm, kỹ năng mà pháp sư sở hữu chúng có.
Bờm bạch kỳ mã: Bạch kỳ mã là con vật tượng trưng cho sự thuần khiết và những điều tốt đẹp. Nó là loại sinh vật đặc biệt, đẹp đẽ kiêu sa và rất quan trọng đối với Pháp thuật. Cả bờm và lông đuôi của nó đều được dùng trong pha chế độc dược, và máu của nó có tác dụng kéo dài sự sống. Nhưng việc giết hại một con bạch kỳ mã được coi như là một tội ác, vì vậy thứ được lấy trên mình con bạch kỳ mã để làm đũa là bờm của nó. Đi thu thập những chiếc lông bờm của một con bạch kỳ mã không phải là một chuyện dễ dàng (theo lời giáo sư Grubbly-plank, bạch kỳ mã chạy rất nhanh, khó lòng đuổi kịp, hơn nữa nó chỉ cho phép các trinh nữ chạm vào) nhưng dường như nguyên liệu này được ông Olivander dùng làm lõi đũa nhiều nhất trong cuộc đời chế tác đũa thần của mình. Vì theo quan niệm phép thuật xưa, phép thuật sẽ trở thành pháp thuật tốt nếu sử dụng thứ liên quan nhiều đến thiên nhiên, ví dụ như môn Thảo dược và Chăm sóc sinh vật huyền bí. Người ta cho rằng những người sở hữu cây đũa có lõi làm từ bạch kỳ mã sẽ có một trái tim vô cùng thuần khiết.
Xơ thịt tim rồng: Rồng là một trong những sinh vật đầy sức mạnh và nguy hiểm nhất trong thế giới các phù thủy. Vì vậy có thể thấy rõ một điều cây đũa có lõi làm từ nguyên liệu này thực sự đầy sức mạnh và quyền uy. những cây đũa dạng này đặc biệt tốt trong môn Biến, một trong những pháp thuật khó nhất. Và người sử dụng loại đũa này là người thông minh, tinh nhanh thì mới có thể sử dụng loại đũa có lõi làm từ xơ thịt tim rồng.
Lông đuôi của Phượng Hoàng: Đây là nguyên liệu ít được dùng nhất vì sau khi lông phượng hoàng rụng hết, nó sẽ tự thiêu cháy thân mình và tự tái sinh. Tuy nhiên những cây đũa được làm từ lông đuôi phượng hoàng được biết đến như loại đũa mạnh nhất trong số các loại đũa. Những cây đũa loại này đặc biệt tốt trong Phòng Chống Nghệ thuật Hắc Ám và ngay cả nghệ Thuật Hắc Ám. Những người sở hữu cây đũa loại này là những người có sức mạnh phi thường và cực kỳ tài năng. Fawkes - con phượng của giáo sư Dumbledore là sinh vật duy nhất được nhắc đến là đã cho nguyên liệu để làm đũa phép trong truyện. Và 2 sợi lông đuôi của nó được dùng để làm lõi đũa của Harry Potter và chúa tể Voldermort.
Một số đũa phép
| Chủ nhân                      | Loại gỗ   | Chiều dài | Lõi                         | Ghi chú |
| ----------------------------- | --------- | --------- | --------------------------- | --- |
| Harry Potter                  | Nhựa ruồi | 11 inch   | Lông đuôi chim phượng hoàng | "Song sinh" với cây đũa phép của Chúa tể Hắc ám Voldemort, cùng có lõi là lông đuôi của con chim phượng hoàng Fawkes - vật nuôi của Hiệu trưởng Albus Dumbledore. |
| Hermione Granger              | Nho       | 10¾ inch  | Sợi tim rồng                | |
| Ronald Weasley đũa phép 1     | Tần bì    | 12 inch   | Lông đuôi bạch kì mã        | Đũa phép cũ của Ron bị hư hỏng nghiêm trọng vào ngày 2 tháng 9 năm 1992 trong khi đang tìm cách chạy thoát cây Liễu Gai. |
| Ronald Weasley đũa phép 2     | Liễu      | 14 inch   | Lông đuôi bạch kì mã        | |
| Chúa tể Hắc ám Voldemort      | Thủy tùng | 13½ inch  | Lông đuôi chim phượng hoàng | "Song sinh" với cây đũa phép của Harry Potter, cùng có lõi là lông đuôi của con chim phượng hoàng Fawkes - vật nuôi của Hiệu trưởng Albus Dumbledore. |
| Albus Dumbledore              | Cơm nguội | 15 inch   | Lông đuôi vong mã           | Được biết đến là Cây đũa phép Cơm nguội, có nguồn gốc từ Antioch Peverell hàng trăm năm trước. Giáo sư Dumbldore đã giành được quyền làm chủ cây đũa phép sau khi đánh bại Gellert Grindelwald trong một trận chiến nổi tiếng. Đây cũng là một trong ba Bảo bối tử thần, còn gọi là "Đũa phép Định mệnh" tạo bởi Thần Chết. Cây đũa có những nốt u nần có nhiều lỗ nhỏ chạy dọc từ chuôi đến đầu đũa. Tuy nhiên, đây không phải là cây đũa phép mà cụ Dumbledore mua khi 11 tuổi, cây đũa đầu tiên này không được nhắc tới trong tác phẩm. |
| Minerva McGonagall            | Nho       | 12 inch   | Gân tim rồng                | |
| Rubeus Hagrid                 | Sồi       | 16 inch   | Lông đuôi sói               | "Hơi cong"; bị bẻ đôi khi Hagrid bị đuổi khỏi trường Hogwarts trong năm học thứ ba của ông - một phần cây đũa phép được giấu trong chiếc ô màu hồng của ông sau này. |
| James Potter                  | Dái ngựa  | 11 inch   | Sợi tim sói                 | "Dễ uốn dẻo, xuất sắc khi kết hợp với bùa phép biến hình". |
| Lily Potter                   | Liễu      | 10¼ inch  | không rõ                    | cây đũa đó bằng gỗ cây liễu, dài ba inch, thanh nhã. Một cây đũa đẹp thích hợp cho việc luyện bùa.. |
| Neville Longbottom đũa phép 1 | Cherry    | 13 inch   | Lông kỳ lân                 | Thuộc về sở hữu của bố Neville; bị Antonin Dolohov làm gãy trong trận chiến tại Sở Bảo mật vào tháng 6 năm 1996. |
| Neville Longbottom đũa phép 2 | Hồng đào  | 12 inch   | Lông đuôi bạch kì mã        | Là cây đũa phép cuối cùng mà Ông Ollivander đã bán trước khi mất tích năm 1996. |
| Fleur Delacour                | Hồng      | 9½ inch   | Tóc tiên nữ                 | "Không uốn cong được"; lõi là một sợi tóc từ người bà của Fleur, vốn là một tiên nữ. |
| Viktor Krum                   | Trăn      | 10¼ inch  | Sợi tim rồng                | To hơn bình thường, "khá cứng rắn", được làm bởi Gregorovitch. |
| Cedric Diggory                | Tần bì    | 12¼ inch  | Lông đuôi bạch kì mã        | "Dễ đàn hồi"; lõi được làm từ lông đuôi của một con bạch kì mã đặc biệt xinh đẹp (cao 17 gang tay) mà Ông Ollivander đã bị nó húc sau khi nhổ một sợi lông đuôi của nó. |
| Fred Weasley                  | Trần bì   | 14 inch   | Lông kỳ lân                 | Mặc dù vậy, đũa phép của Geogre lại không được nhắc đến. |
| Dolores Umbridge              | Bu lô     | 8 inch    | Gân tim rồng                | Đũa phép có chiều dài "ngắn hơn bình thường"; bị móng guốc của nhân mã làm gãy khi ở trong Rừng cấm tháng 6 năm 1996. |
| Draco Malfoy                  | Táo gai   | 10 inch   | Lông đuôi bạch kì mã        | "Đàn hồi tương đối"; đã thuộc quyền sở hữu của Harry sau sự kiện tại Phủ Malfoy, cho đến khi Harry trở thành chủ nhân của cây Đũa phép Cơm nguội và phục hồi lại cây đũa phép của đầu tiên của mình. |
| Lucius Malfoy                 | gỗ du     | 18 inch   | Sợi tim rồng                | Được giấu trong một cây gậy chạm đầu rắn mà Lucius thường mang theo. Voldemort đã "mượn tạm" nó nhưng lúc sau nó bị phá hủy bởi cây đũa phép của Harry trong trận chiến khi rời khỏi gia đình Dursley. |
| Bellatrix Lestrange           | Óc chó    | 12¾ inch  | Sợi tim rồng                | "Không uốn cong được"; đã thuộc quyền sở hữu của Harry nhưng được dùng bởi Hermione sau sự kiện tại Phủ Malfoy. |
| Peter Pettigrew               | Hạt dẻ    | 9¼ inch   | Sợi tim rồng                | "Giòn, dễ gãy"; thuộc quyền sở hữu của Peter chỉ sau khi ông Ollivander bị bắt cóc; đã thuộc quyền sở hữu của Ron sau sự kiện tại Phủ Malfoy. |
| Severus Snape                 | không rõ  | không rõ  | không rõ                    | Là một nhân vật thứ chính, xuất hiện ngay từ tập đầu tiên nhưng cây đũa phép của thầy Snape không hề được nhắc tới trong suốt bộ truyện. |

Lòng trung thành của đũa phép
Đũa phép không phải là một đồ vật phép thuật vô tri, nó tự chọn cho mình một phù thủy để phục vụ. Đũa phép và cả phù thủy chỉ có thể phát huy toàn bộ sức mạnh khi chiến đấu bên cạnh nhau. Phù thủy hoàn toàn có thể chọn mua một cây đũa phép theo sở thích hoặc mượn đũa của người khác để dùng, tuy nhiên sẽ không đạt hiệu quả như ý.
Thông thường, mỗi phù thủy sẽ sử dụng một cây đũa phép trong suốt cuộc đời, nhưng có nhiều trường hợp vì lí do nào đó nên họ sở hữu nhiều hơn một cây đũa: Ron Weasley, Neville Longbottom hay giáo sư Albus Dumbledore, Draco Malfoy, Harry Potter, Voldermort cũng là những người sở hữu ít nhất 2 cây đũa phép.
Có hai lí do chính khiến pháp sư và phù thủy sử dụng nhiều hơn một cây đũa phép: đũa cũ bị hỏng, ví dụ như Ron, đũa bị gãy khi lái chiếc xe bay tông trúng cây Liễu Gai hồi năm ba hay Neville, đũa bị Dolohov dẫm nát trong trận chiến ở Sở pháp thuật... Lí do thứ hai là đánh bại chủ nhân cũ của cây đũa, Harry, Voldermort, cụ Dumbledore và Draco Malfoy là những người có nhiều hơn hai cây đũa bằng cách này.
Việc chuyển giao chủ nhân của cây đũa phép không nhất định phải là giết người. Đánh bại ở đây có thể là tước khí giới và dồn đối thủ vào chân tường như Draco làm với cụ Dumbledore và Harry làm lại điều tương tự với Draco, hoặc ép buộc chủ nhân cũ tự nguyện dâng đũa như Voldermort yêu cầu Lucius Malfoy đưa đũa của mình cho hắn.
Voldermort đã có những hiểu nhầm về việc này nên hắn nghĩ rằng Snape là chủ nhân của đũa Cơm nguội sau khi giết cụ Dumbledore. Tuy nhiên sự thật thì cây đũa Cơm nguội đã coi Draco Malfoy là chủ nhân từ khi Draco hất văng nó ra khỏi tay cụ Dumbledore, và khi Harry một lần nữa tước khí giới của Draco thì Harry mới là chủ nhân cuối cùng của đũa Cơm nguội. Điều này lí giải được tại sao Voldermort là một pháp sư hùng mạnh nhưng thua Harry dù có trong tay đũa phép Cơm nguội: Voldermort không phải chủ nhân của đũa phép nên không phát huy được sức mạnh và đũa phép không thể tấn công chủ nhân của nó. Harry Potter vì đã được ông Ollivander giải thích nên quyết định đặt cây đũa tại mộ phần cụ Dumbledore và cho rằng, nếu bản thân không bị ai đánh bại cho đến cuối đời thì cây đũa phép Cơm nguội sẽ không còn là mục tiêu tranh giành của giới pháp sư nữa.
Xuyên suốt bộ truyện, cây đũa phép Cơm nguội là cây đũa duy nhất háo hức trong việc phản bội chủ nhân của nó, chỉ cần hất nó khỏi tay chủ nhân cũ là được - một điều hiếm thấy ở những cây đũa khác. Sự vô định và bội bạc được tác giả thể hiện khá thành công trong hình ảnh cây đũa Cơm nguội - biểu tượng của sức mạnh và quyền lực.

## Hòn đá phù thủy

Hòn đá Phù thủy

Thuật nghiên cứu giả kim cổ điển chú trọng đến Hòn đá Phù thủy, một vật chất huyền thoại có những sức mạnh lạ kỳ. Hòn đá có thể đổi bất cứ thứ kim loại nào thành vàng ròng. Hòn đá cũng tạo ra thuốc Trường sinh làm cho người uống bất tử.
Trong nhiều thế kỷ qua đã có nhiều báo cáo về Hòn đá Phù thủy, nhưng hòn đá đang tồn tại hiện nay thuộc về cụ Nicolas Flamel, một nhà giả kim xuất sắc và cũng là một người say mê ca kịch. Cụ Flamel vừa mừng sinh nhật thứ 665 của mình. Cụ đang hưởng một cuộc đời ẩn dật ở Devon cùng với vợ là Perenelle (cụ bà 658 tuổi). Sau khi Voldemort đánh cắp không thành Hòn đá, Nicolas Flamel đã nhờ cụ Dumbledore tiêu hủy hòn đá, như vậy Nicolas Flamel và vợ cụ sẽ chết.

## Mô tô bay
Đây là chiếc xe của Sirius Black. Ông Rubeus Hagrid mượn để đưa Harry tới nhà Dursley trong đoạn đầu phần 1. Trong phần 7 Ông Rubeus Hagrid cũng lấy chiếc xe đó dùng để bảo vệ Harry đến trang trại hang Sóc trước cuộc truy đuổi của Voldemort

## Ô tô bay

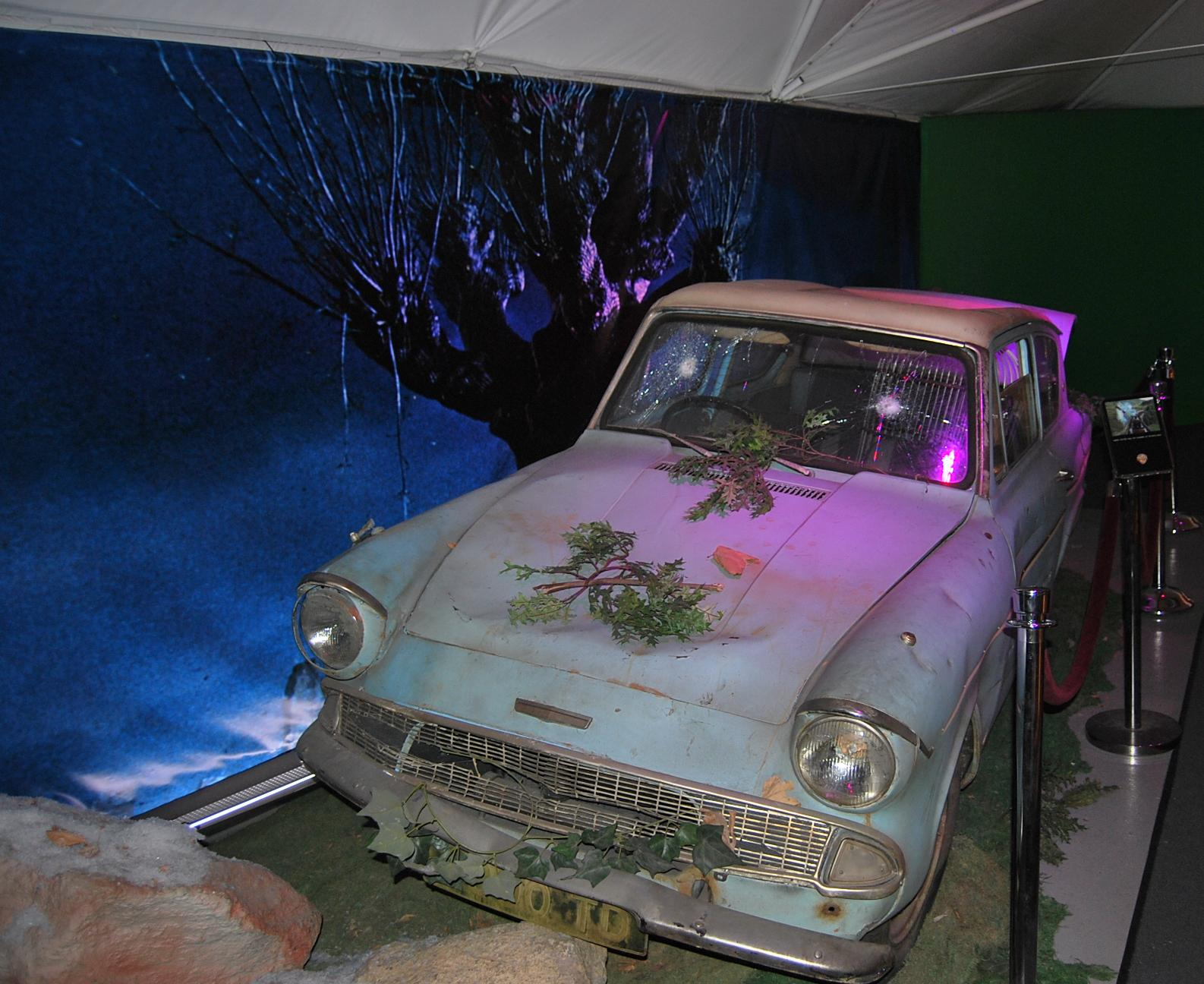
Chiếc xe bay sử dụng trong phim

Đây là chiếc xe ô tô Ford Anglia của ông Weasley được ông phù phép, có thể bay, tàng hình khi nhấn nút, và chở được cả gia đình Weasley cho dù bình thường trông nó rất nhỏ. Fred, George và Ron đã lấy trộm nó để bay đến giải thoát Harry ra khỏi nhà Dursley. Ron và Harry lấy xe để bay đến Hogwarts khi hai đứa bị gia tinh Dobby bí mật chặn lối vào sân ga 9¾. Khi đến trường chiếc xe đâm vào cây Liễu Roi và sau đó bỏ chạy vào Rừng Cấm; vì vụ việc này mà ông Weasley suýt mất việc do có bảy người dân Muggle đã nhìn thấy chiếc xe bay trên trời.
Chiếc xe tái xuất khi Harry và Ron đi vào rừng và gặp Aragog: con nhện khổng lồ cho phép bầy con cháu của mình ăn thịt Harry và Ron, khi đó chiếc xe đã tấn công lũ nhện và đưa hai cậu bé ra bìa rừng an toàn. Ron cho rằng chiếc xe bị phù phép khi ở trong rừng đã trở thành xe "hoang" và do đó tự điều khiển được, như một sinh vật sống.

## Thanh gươm Gryffindor

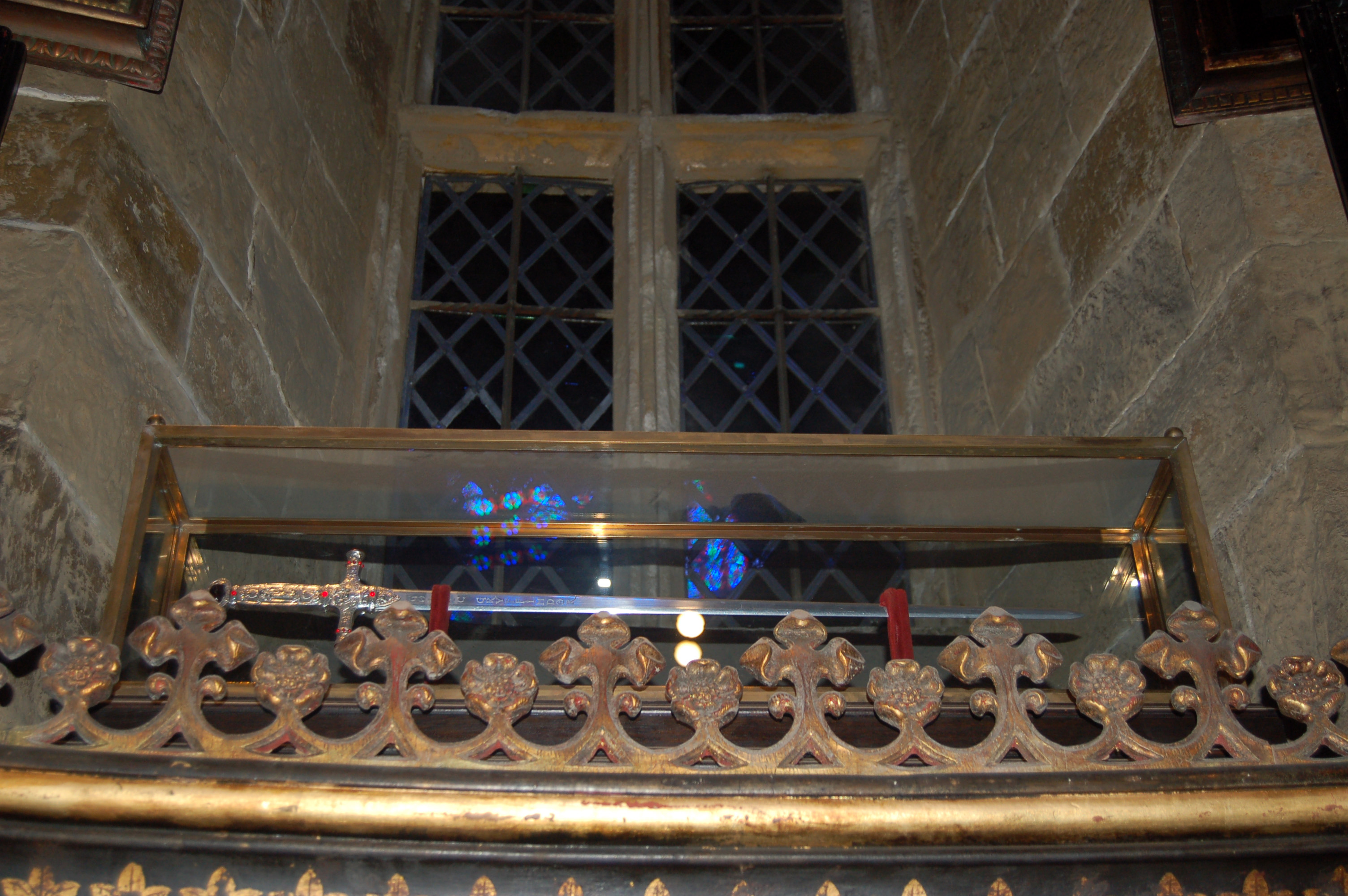

Thanh gươm Gryffindor (Sword of Gryffindor) là thanh gươm của nhà Gryffindor do yêu tinh chế tạo, thanh gươm kháng lại bụi bẩn, chỉ hấp thụ những gì làm nó mạnh thêm như nọc độc Tử Xà - chất liệu có thể hủy diệt Trường sinh linh giá. Theo những bằng chứng đáng tin cậy thì thanh gươm sẽ tự trình diện với những thành viên chân chính nhà Gryffindor. Nó xuất hiện và sử dụng đầu tiên vào năm học thứ hai của Harry Potter. Khi đang ở căn hầm bí mật trong trường Hogwarts, con phượng hoàng Fawkes đã mang nó đến cho cậu và được đựng trong Chiếc Nón Phân loại. Cậu đã dùng nó để giết con Tử xà. Và trong phần 7, Neville Longbottom đã dùng nó để chém con rắn Nagini - vốn cũng là một Trường sinh linh giá. 

## Thư cú
Thư cú là một phương pháp gửi thư trong thế giới pháp thuật sử dụng những con cú để mang những bức thư tới nơi cần gửi tới. Ở thế giới bình thường có thể gửi bằng phương pháp chuyển bưu điện hoặc sử dụng thư điện tử để truyền tải thư tới đích.

## Túi xách của Hermione
Túi xách của Hermione (Hermione's small beaded handbag) là chiếc túi của Hermione Granger và được cô sử dụng trong tập 7. Hình dáng chiếc túi chỉ trông như một chiếc xắc nhỏ, nhưng ngược lại nó có thể chứa được những thứ cực kỳ lớn - công dụng ngang chiếc Lều dân phù thủy sử dụng trong trận Chung kết Quidditch Thế giới.

## Chậu tưởng ký
Chậu tưởng ký là đồ vật cho phép những con người ở hiện tại quay lại về quá khứ và như chính mình được tham gia cùng trong cảnh đó, nhưng người đang thực hiện tại quá khứ không nhìn thấy họ và có thể xuyên qua họ. Chậu tưởng ký được chạm trổ nhiều ký tự Rune ở bên ngoài. Muốn xem được những thứ tại quá khứ, cần một ký ức có từ trong đầu người từng tham gia cảnh đó (được bảo quản trong chiếc chai nhỏ). Ký ức này được rót ra chậu, quay xung quanh, người xem chỉ việc úp mặt vào đó và sẽ thấy tất cả rồi sẽ có cảm tưởng như chính mình đang tham gia cùng.

## Xe đò Hiệp sĩ
Chiếc xe giống như xe buýt ở thế giới người thường nhưng có tốc độ chạy cực nhanh và nó có thể ép nhỏ lại tuỳ ý. Mọi vật cản xung quanh sẽ né ra khi chiếc xe chạy đến. Vì vậy dù xe chạy ở tốc độ cao nhưng không gây ra bất kỳ tổn hại gì. Hoạt động trên tuyến đường giữa thế giới Muggle và khu quán trọ Phù thủy. Xuất hiện trong tập 3 (Harry Potter và tên tù nhân ngục Azkaban) khi Harry bỏ nhà đi.

## Xe Vong Mã
Xe được kéo bởi Vong Mã - sinh vật huyền bí trong thế giới phù thủy, chỉ những ai đã từng chứng kiến cái chết mới có thể nhìn thấy - xuất hiện lần đầu tiên ở Tập 5 (Harry Potter và Hội Phượng Hoàng), là phương tiện chuyên chở học sinh về khu nội trú. Chiếc xe ban đầu được coi là được ếm bùa để có thể tự động chạy, tuy nhiên đến tập 5, Harry mới nhìn thấy được sinh vật kéo cỗ xe này là vong mã (do sau khi chính mắt nhìn thấy Cedric Diggory bị chúa tể hắc ám giết chết), cùng với cậu cũng có Luna Lovegood nhìn thấy được chúng.

## Thuyền
Thuyền được đề cập là phương tiện chuyên chở duy nhất được sử dụng cho học sinh năm nhất băng qua Hồ Đen đến bến nước có cầu thang đá dẫn đến Đại sảnh Học viện. Thuyền được mô tả dùng để chở tối đa 2 người, không cần sử dụng mái chèo và có 1 ngọn đèn treo trước mũi thuyền. Số lượng khoảng gần 200 chiếc, tương ứng với gần 300 học sinh nhập học mỗi năm.